# Vuelta a España 1948
La Vuelta a España 1948, ottava edizione della corsa, si è svolta in venti tappe, dal 13 giugno al 4 luglio 1948, per un percorso totale di 4090 km. La vittoria fu appannaggio dello spagnolo Bernardo Ruiz, che completò il percorso in 155h06'30", precedendo i connazionali Emilio Rodríguez e Bernardo Capó.

## Tappe
| Tappa  | Data      | Percorso                            | km   | Vincitore di tappa              | Leader cl. generale             |
| ------ | --------- | ----------------------------------- | ---- | ------------------------------- | ------------------------------- |
| 1ª     | 13 giugno | Madrid > Madrid (cron. individuale) | 14   | Bernardo Ruiz Julián Berrendero | Bernardo Ruiz Julián Berrendero |
| 2ª     | 13 giugno | Madrid > Valdepeñas                 | 198  | Frans Gielen                    | Frans Gielen                    |
| 3ª     | 14 giugno | Valdepeñas > Granada                | 232  | Dalmacio Langarica              | Dalmacio Langarica              |
| 4ª     | 15 giugno | Granada > Murcia                    | 285  | Bernardo Ruiz                   | Bernardo Ruiz                   |
| 5ª     | 16 giugno | Murcia > Alicante                   | 230  | Roberto Vercellone              | Bernardo Ruiz                   |
| 6ª     | 17 giugno | Alicante > Valencia                 | 163  | Dalmacio Langarica              | Dalmacio Langarica              |
|        | 18 giugno | giorno di riposo                    |      |                                 |                                 |
| 7ª     | 19 giugno | Valencia > Tortosa                  | 201  | José Pérez Llacer               | Dalmacio Langarica              |
| 8ª     | 20 giugno | Tortosa > Barcellona                | 209  | Senén Mesa                      | Dalmacio Langarica              |
| 9ª     | 21 giugno | Barcellona > Lleida                 | 203  | Miguel Gual                     | Dalmacio Langarica              |
| 10ª    | 22 giugno | Lleida > Saragozza                  | 144  | Jean Lesage                     | Dalmacio Langarica              |
| 11ª    | 23 giugno | Saragozza > San Sebastián           | 276  | Dalmacio Langarica              | Dalmacio Langarica              |
|        | 24 giugno | giorno di riposo                    |      |                                 |                                 |
| 12ª    | 25 giugno | San Sebastián > Bilbao              | 259  | Bernardo Ruiz                   | Bernardo Ruiz                   |
| 13ª    | 26 giugno | Bilbao > Santander                  | 212  | Senén Mesa                      | Bernardo Ruiz                   |
| 14ª    | 27 giugno | Santander > Gijón                   | 225  | Senén Mesa                      | Bernardo Ruiz                   |
| 15ª    | 28 giugno | Gijón > Ribadeo                     | 200  | Jean Lesage                     | Bernardo Ruiz                   |
| 16ª    | 29 giugno | Ribadeo > La Coruña                 | 156  | Miguel Gual                     | Bernardo Ruiz                   |
|        | 30 giugno | giorno di riposo                    |      |                                 |                                 |
| 17ª    | 1º luglio | La Coruña > Ourense                 | 156  | Miguel Gual                     | Bernardo Ruiz                   |
| 18ª    | 2 luglio  | Ourense > León                      | 276  | Jean Lesage                     | Bernardo Ruiz                   |
| 19ª    | 3 luglio  | León > Segovia                      | 269  | Miguel Gual                     | Bernardo Ruiz                   |
| 20ª    | 4 luglio  | Segovia > Madrid                    | 100  | Víctor Ruiz                     | Bernardo Ruiz                   |
| Totale | Totale    | Totale                              | 4090 |                                 |                                 |

## Classifiche finali

### Classifica generale
| Pos. | Corridore               | Tempo      |
| ---- | ----------------------- | ---------- |
| 1    | Bernardo Ruiz           | 155h06'30" |
| 2    | Emilio Rodríguez        | a 9'07"    |
| 3    | Bernardo Capó           | a 20'45"   |
| 4    | Dalmacio Langarica      | a 22'19"   |
| 5    | Senén Mesa              | a 24'57"   |
| 6    | Manuel Costa            | a 25'52"   |
| 7    | Manuel Rodríguez Barros | a 33'25"   |
| 8    | José Pérez Llácer       | a 39'37"   |
| 9    | Miguel Gual             | a 43'35"   |
| 10   | Antoine Giauna          | a 1h07'38" |

### Classifica scalatori
| Pos. | Corridore          | Punti |
| ---- | ------------------ | ----- |
| 1    | Bernardo Ruiz      | 28    |
| 2    | Dalmacio Langarica | 24    |
| 3    | Víctor Ruiz        | 16    |